# Mikrusek malutki
Mikrusek malutki (Microcebus berthae) – gatunek ssaka naczelnego z rodziny lemurkowatych. Najmniejszy z dzisiejszych naczelnych, głowa i tułów długości 9–9,5 cm, ogon 13–14 cm, masa 31 g. Gęste krótkie futro, cynamonowe bądź ochrowożołte grzbietowo i jaśniejsze brzusznie. Żyje w gąszczu suchych lasów zachodniego Madagaskaru, ma bardzo ograniczony i ciągle malejący zasięg występowania. Żywi się pokarmem roślinnym i bezkręgowcami, praktykuje promiskuityzm. Jest krytycznie zagrożony wyginięciem, a jego siedlisko jest cały czas niszczone.

## Budowa
Schwitzer et al. podają następujące wymiary zwierzęcia. Głowa i tułów mierzą od 9 do 9,5 cm. Ogon jest dłuższy, osiągając 13–14 cm. Masa ciała wynosi 31 g, Louis i inni podają długość ciała 92,0 ± 0,65 cm i masę 30,6 ± 0,57 g. Samce i samice różnią się rozmiarami. Przez większą część roku to samice są cięższe od samców, które jednak ważą więcej od płci homozygotycznych w okresie rozrodu. W każdym razie wymiary te czynią mikruska malutkiego najmniejszym z mikrusków (dla przykładu pospolity mikrusek myszaty osiąga długość głowy i tułowia 12–14 cm, ogona 13–14,5 cm i waży 60 g). Jest najmniejszym z mikrusków, a prawdopodobnie w ogóle najmniejszym z naczelnych.
Ciało mikruska malutkiego porasta gęste futro, które jednak nie jest długie. Głowa jest jaśniejsza od tułowia. Jasna matowobiała plama leży między oczami, podkreślonymi ciemniejszymi znaczeniami, ciemię jest jasnobrązowe, podobnie jak krótkie uszy. Grzbietowa strona ciała zabarwiona jest na cynamonowo i ochrowożołto. Pośrodkowo biegnie ciemniejsza smuga rozpoczynająca się między ramionami, zmierzająca w kierunku ogona i sięgająca jego czubka. jaśniejsza jest brzuszna strona ciała. Spotyka się tam barwę żółtobrązową do bladej szarości. Ogon jest znowu jasnobrązowy. Porosłe futrem części rąk i stóp są matowobeżowe.

## Systematyka
Okaz tego gatunku napotkano w Kirindy już w 1992, jednakże początkowo (2 lata później) uznano go za należący do mikruska karłowatego, niewielki i rudawy. Nowy gatunek mikruska na tej podstawie opisali dopiero w 2000 Rasoloarison, Goodman i Ganzhorn. Jako miejsce typowe podali oni Madagaskar, prowincję Toliara, las Kirindy/CFPF, 60 km na północny wschód od Morondava. Podali współrzędne 20°04′S 44°39′E/-20,066667 44,650000.
Podgatunków nie wyróżnia się.

## Tryb życia
Zwierzę wiedzie samotny nadrzewny tryb życia. Aktywność zachowuje nocą. Wtedy też żerują na zajmowanym przez siebie areale, w przypadku samca obejmującym 4,9 ha, u samicy zaś tylko 2,5 ha. Zagęszczenie wynosi od 30 do 100 zwierząt na km². W lesie Ambadira jest większe niż w Kirindy. W Menabe wynosi 80 mikrusków na km². Areały różnych osobników zachodzą na siebie. Mikruski malutkie przemierzają w nocy duże odległości, dwa razy większe od większych mikrusków myszatych. Samiec przemierza nocą 4,47 km, podczas gdy samica 3,19 km.
W dzień odpoczywają, wybierając w tym celu gąszcz niewielkich gałązek porosłych bogato liśćmi, niekiedy też korzystają z dziupli drzew, opuszczonych gniazd mikrusów czy nawet zrolowanej kory. Sypiają na wysokości od 2,5 do 12 m. Zazwyczaj z dnia na dzień zmieniają miejscu snu, podobnie jak mikrusek sambirański. Wybór miejsc spoczynku wpływa zapewne na fakt, że śpią same. Niektóre inne mikruski, jak mikrusek myszaty, mogą sypiać razem, wybierają jednak inne schronienia. Gąszcz gałęzi nie pozwala na wspólne sypianie licznych mikrusków, co wystawiłoby je na ryzyko ze strony drapieżników. Za dziennego spoczynku mikruski malutkie mogą zapadać w torpor, co pozwala im zaoszczędzać energię. Nie mają natomiast w zwyczaju zapadać w torpor sezonowy, spotykany u niektórych innych gatunków mikruska. Odkryto pewne różnice pomiędzy samcami i samicami. Te ostatnie dłużej sypiają w tym samym miejscu. Samce natomiast rozlokowują swe schronienia na szerszym obszarze.
Podejrzewa się, że mikrusek malutki rozmnaża się promiskuitycznie. Wskazuje na to wielkość jąder, pozostawianie w drogach rodnych samic czopów nasiennych (sperm plug) i dymorfizm płciowy w wielkości. Samica z młodym to jedyny rodzaj grupy spotykany w przypadku tego gatunku. Długość pokolenia 5,6 roku. Mikrusek malutki należy do mikrusków najpóźniej zaczynających sezon godowy, wraz z mikruskami kasztanowatym, rdzawym i karłowatym, a w przeciwieństwie choćby do bongolaweńskiego. Później rosły jądra samców, jak i później obserwowano samice w rui. We wrześniu część samców miała jądra duże, a część małe. Wyłącznie duże jądra obserwowano w październiku i listopadzie. Samicy w rui nie uświadczono przed listopadem. Podejrzewa się, że późniejsze przystępowanie do rozrodu może stanowić adaptację do niewielkich rozmiarów ciała. Wynika to z ograniczonej ilości energii możliwej do poświęcenia reprodukcji. Jednak efekt ten może też stanowić efekt wspólnego pochodzenia W efekcie sezonowość rozrodu jest u tego gatunku silnie wyrażona.

## Rozmieszczenie geograficzne
Jak wszystkie gatunki lemurkowatych, mikrusek malutki jest endemitem Madagaskaru. Ma niewielki zasięg występowania, w 2013 mówiono o poniżej 5000 km², w 2020 mówi się już o zaledwie 810 km². Zajmowany obszar wedle szacunków Markolfa i innych z 2019 wynosi między 13920 a 34800 ha. Ogranicza się on do niewielkiego obszaru na środkowym zachodnim wybrzeżu Madagaskaru w obrębie regionu Menabe, na południe od rzeki Tsiribihina. Obejmował on między innymi las Kirindy, gdzie go pierwszy raz znaleziono, jednak w 2019 mikruski malutkie prawdopodobnie w nim wymarły. Zwierzę zamieszkuje na wysokościach do 150 m nad poziomem morza.

## Ekologia
Siedliskiem mikruska malutkiego są suche lasy liściaste.
Żywi się on pokarmem roślinnym, jak owoce i żywice, ale i zwierzęcym, jak wydzieliny owadów, co jest istotne zwłaszcza w trakcie pory suchej, kiedy brakuje pożywienia. 
Sympatrycznie występuje z nim mikrusek myszaty, filogenetycznie dość daleki. Gatunki te jednak unikają się wzajemnie, zajmując różne tereny, jednakże w konkurencji górą jest mikrusek myszaty. Sympatrycznie z nim żyją też mikrus ogoniasty i lemurek średni.

## Zagrożenia i ochrona
Gatunek krytycznie zagrożony wyginięciem. Jeszcze poprzednio IUCN uznawała go za gatunek zagrożony (ocena w 2008 i 2014), a IUCN/SSC Lemur Red-Listing Workshop za wrażliwy. Zmiana pojawiła się w 2020.
Główne zagrożenia dla gatunku o niewielkim i ciągle zmniejszającym się zasięgu to niszczenie lasów poprzez wyręb i system żarowy rolnictwa, gdzie niszczone lasy zastępują uprawy kukurydzy i orzeszków ziemnych, ale też pozyskiwanie węgla. Zagrożeń tych nie objęto pełną kontrolą. Na początku XXI wieku w przeciągu dekady populacja zmalała o więcej niż 30%, w 2005 szacowano ją na około 8000 osobników dorosłych. Jednakże jego liczebność nadal spada. W 2019 liczba osobników z lasu Kirindy spadła do zera. Las w Menabe prawdopodobnie przestanie istnieć w ciągu dekady. W ciągu następnych 10–17 lat szacuje się spadek liczebności o 80%, różnice w zakresie wynikają z różnego oszacowania długości pokolenia, a chodzi o okres trzech pokoleń.
Mikrusek malutki zasiedla tereny objęte ochroną, jak las Kirindy oraz rezerwat Adranomena. Kiedyś występował w rezerwacie Analabe, gdzie został wytępiony. W środowisku zniszczonym przez człowieka radzi sobie znacznie gorzej. Zasiedla jedynie 40–50% transektów na terenie jego występowania. Gatunek figuruje w Załączniku I CITES. Nie jest trzymany w niewoli. Podejmuje się co prawda działania w kierunku ochrony gatunku, ale nie spotykają się one ze wsparciem rządu. Pomimo objęcia formalną ochroną las będący siedliskiem gatunku nadal jest niszczony, od objęcia ochroną ubyło go już 30%. Sytuację pogorszyła pandemia COVID-19, odcinając dopływ pieniędzy z turystyki i uniemożliwiając badaczom kontakt z niszczonym lasem. Obecnie NGO podejmują kolejne działania ochrony gatunku, który uznano za flagowy.